# Giacomo l'idealista (film)
Giacomo l'idealista è un film del 1943 diretto da Alberto Lattuada, al debutto come regista, tratto dall'omonimo romanzo di Emilio De Marchi.

## Trama
1885: Giacomo Lanzavecchia, professore di filosofia, ritorna al suo paese dopo le campagne garibaldine. Trova però una situazione familiare disastrosa: il vecchio padre si è dato all'alcool, l'azienda di famiglia è ormai fallita. Deve quindi rinunciare a malincuore ai suoi sogni ed al matrimonio con la sua amata Celestina. Giacomo trova lavoro presso la famiglia dei conti Magnenzio, ed il vecchio conte, studioso appassionato, gli offre anche ospitalità presso il suo castello. Anche Celestina viene ospitata, così i due fidanzati attendono fiduciosi tempi migliori. Quando però il giovane rampollo dei conti Giacinto torna a casa per qualche giorno si invaghisce subito di Celestina.

## Produzione
Il film è stato realizzato per gli interni negli stabilimenti F.E.R.T. di Torino. Le scene finali della bufera di neve furono girate in Alta Brianza.
Lo scenografo Fulvio Jacchia, ebreo, venne accreditato nei titoli come Fulvio Paoli a causa delle leggi razziali.

## Distribuzione
La pellicola venne distribuita nel circuito cinematografico italiano il 1º febbraio del 1943.

## Critica

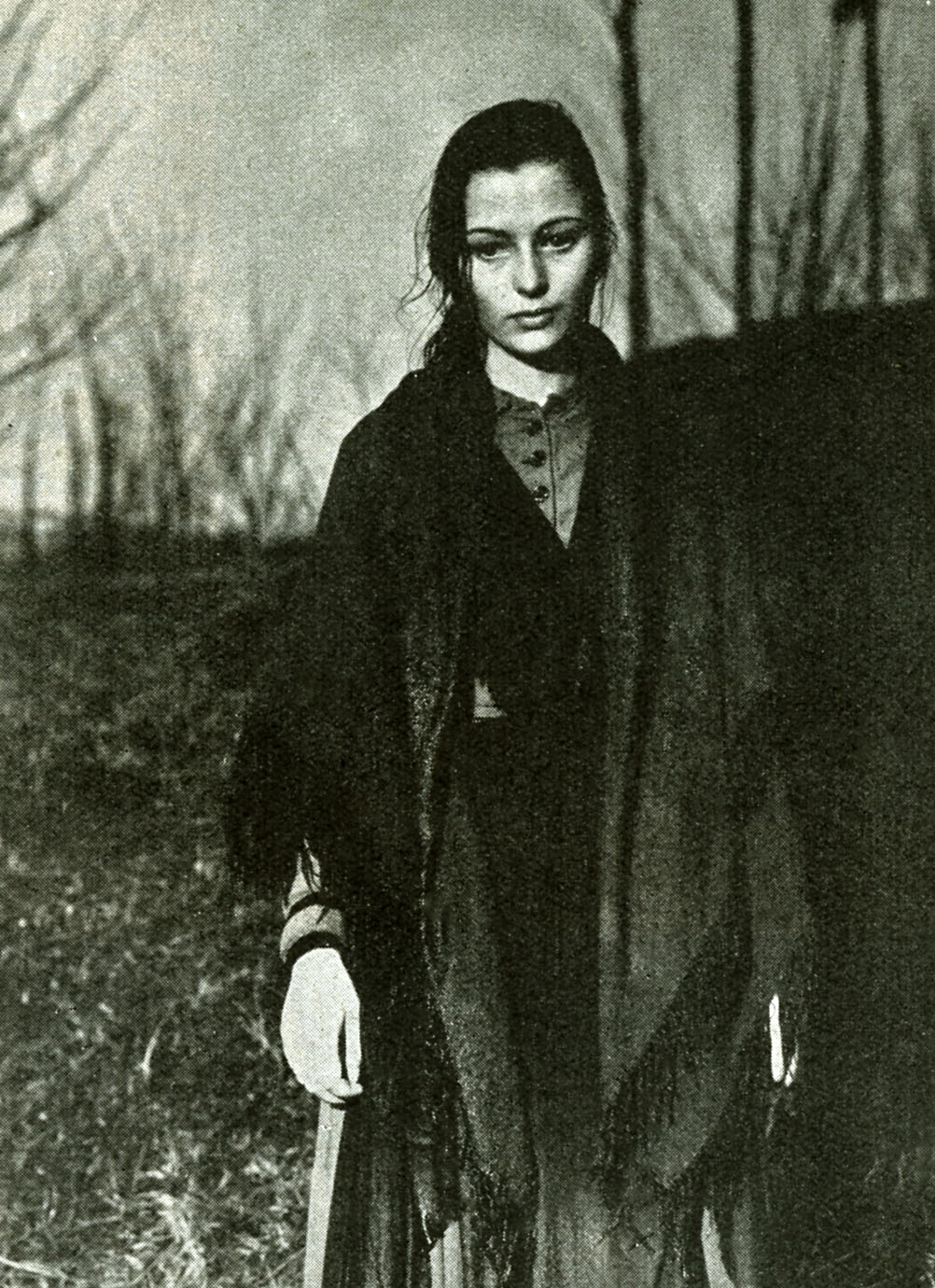
Marina Berti in una foto di scena

- "Questo Giacomo l'idealista è tristemente bello come il romanzo dal quale deriva. Intimo, castigato, non privo di una certa scabrosità nativa ma ricco di sfumature delicate […] Tutto è conseguente, tutto è calcolato […] di Marina Berti, del suo viso purissimo e sofferente, crediamo di fare grande elogio, affermando che prima di esser volto di attrice è volto di interprete." (Raul Radice, "Corriere della Sera", 12 marzo 1943).
- "[…] debbo riconoscere che questo Lattuada è abbastanza in gamba e ha cultura e preparazione di prim'ordine. E forse , si farà se acquisterà coraggio. Perché i giovani registi intellettuali, non essendo sicuri di sé […] si mettono ad andare pianino pianino e fanno i calligrafi […] Secondo me, Alberto Lattuada avrebbe dovuto - per farci meglio vedere quali sono le sue qualità - scegliere una materia meno grigia, meno oppressa, meno uniforme. O avrebbe dovuto - il che sarebbe stato lo stesso - vivificarla di più, movimentarla, avvicinarla allo spettatore […] Nel complesso un film pulito, tecnicamente accurato, messo su con intelligente larghezza di mezzi, ben scritto insomma, anche se un po' freddo e fermo. Piacerà molto - ne sono certo - ai critici delle rivistine." (M.Doletti, "Film" n.10, 6 marzo 1943)
- " «Volli Marina Berti, una debuttante. Volli come direttore delle luci Nebiolo che aveva fatto soltanto l'aiuto operatore in Piccolo mondo antico. Insomma, fu il debutto audace di tre che non avevano nessuna carta, diciamo, da giocare [...] c'era il paesaggio dell'Adda dove io andavo a passare gli inverni perché mia madre era nata a Vaprio. [...] mi seducevano il paesaggio e questa storia di una ragazza sequestrata e messa sotto il segno del presepe, proprio dal cattolicesimo più oscuro, perché si trattava di nascondere il fallo. [...] Non era un film politicizzato. Però era un film che sotterraneamente discuteva la struttura ancora esistente, ancora forte, dei tabù religiosi, dell'ipocrisia cattolica, che è uno dei temi contro i quali ho spuntato varie armi. [...] Che poi io cercassi di scrivere bene, perché pensavo che un film scritto bene ha più valore che non il tentativo di fare un semi documentario oppure di strappare la realtà con immagini magari disordinate, non mi sembra una colpa, anche se mi hanno accusato di "calligrafismo". Volevo scrivere bene perché dicevo che sulla lunga distanza la giusta scrittura ricca e nutrita di cinema, come io amavo, avrebbe avuto la sua risposta. [...] Si è visto in sostanza che quello che era chiamato formalismo era il modo più elegante di sfuggire alla propaganda che veniva suggerita, specie a coloro che debuttavano alla regia» (Alberto Lattuada, Callisto Cosulich, "I film di Alberto Lattuada", Callisto Cosulich, Roma, 1985).